# Vír-zára
A Veer-Zaara (Hindi: वीर-ज़ारा, Urdu: ویر زارا)
című 2004-es filmet  Yash Chopra rendezte. A romantikus történetet az India-Pakisztán konfliktusban helyezik el. Főszereplők: Shahrukh Khan, Príti Zinta és Ráni Mukherdzsi. Yash Chopra nyolc év után tért vissza ezzel a filmmel az 1997-es  Dil to págal hai után.

## Díjak

### Filmfare Awards
A Veer-Zaara-t 15  Filmfare díjra jelölték; a vastagon szedett díjakat kapta meg.
- Best Movie
- Best Director – Yash Chopra
- Best Actor – Shahrukh Khan
- Best Actress – Preity Zinta
- Best Supporting Actor – Amitabh Bachchan
- Best Supporting Actress – Rani Mukerji
- Best Supporting Actress – Divya Dutta
- Best Dialogue – Aditya Chopra
- Best Story – Aditya Chopra
- Best Lyricist – Javed Akhtar for "Tere Liye"
- Best Lyricist – Javed Akhtar for "Main Yahaan"
- Best Lyricist – Javed Akhtar for "Aisa Des Hai Mera"
- Best Music Director – Lt. Madan Mohan
- Best Male Playback – Sonu Nigam for "Do Pal"
- Best Male Playback – Udit Narayan for "Main Yahaan Hoon"

## Zene
Lata Mangeshkar  playback énekes énekli a dalokat.

### Számok
1. Tere Liye (Translated Lyrics) (Lata Mangeshkar, Roop Kumar Rathod)
2. Main Yahaan Hoon (Udit Narayan)
3. Aisa Des Hai Mera (Lata Mangeshkar, Udit Narayan, Gurdas Mann & Pritha Majumdar)
4. Yeh Hum Aa Gaye Hain Kahan (Lata Mangeshkar & Udit Narayan)
5. Do Pal (Lata Mangeshkar & Sonu Nigam)
6. Kyon Hawa (Lata Mangeshkar & Sonu Nigam)
7. Hum To Bhai Jaise Hain (Lata Mangeshkar)
8. Aaya Tere Dar Par (Ahmed Hussain & Mohd. Hussain)
9. Lodi (Lata Mangeshkar, Udit Narayan & Gurdas Mann)
10. Tum Paas As Rahe Ho (Jagjit Singh & Lata Mangeshkar)
11. Jaane Kyon (Lata Mangeshkar)

## Szereplők
- Shahrukh Khan … Veer Pratap Singh
- Príti Zinta … Zaara Haayat Khan
- Ráni Mukherdzsi … Saamiya Siddiqui
- Amitábh Baccsan … Chaudhary Sumer Singh (Bauji)
- Hema Malini … Saraswati Kaur (Maati)
- Kiron Kher … Mariam Hayaat Khan
- Divya Dutta … Shabbo
- Boman Iráni … Jahangir Hayaat Khan
- Anupam Kher … Zakir Ahmed
- Manoj Bajpai … Razaa Shirazi